# 1955 na Coreia do Sul
Esta é uma cronologia dos principais fatos ocorridos no ano de 1955, na Coreia do Sul.

## Incumbente
- Presidente – Syngman Rhee (1948–1960)

## Eventos
- 4 de outubro – O Reverendo Sun Myung Moon é libertado da prisão em Seul

## Nascimentos
- 1 de janeiro – Lee Sang-hyun, ator e escultor
- 16 de fevereiro – Jeong Sun-Ok, voleibolista
- 28 de setembro – Lee Sun-Ok, voleibolista